# Ľudmila Pajdušáková
Ľudmila Pajdušáková (Radošovce, 29 giugno 1916 – Vysoké Tatry, 6 ottobre 1979) è stata un'astronoma slovacca.

## Biografia
Ľudmila Pajdušáková è stata la prima astronoma slovacca . Era specializzata nello studio del Sole, ma si occupò anche dello studio delle meteore . Iniziò la sua carriera nel 1944. Lavorò all'osservatorio di Skalnaté Pleso di cui poi divenne il terzo direttore dal 16 agosto 1958 al 31 marzo 1979. È morta a Vyšné Hágy, una frazione di Vysoké Tatry.

## Scoperte
Pajdušáková ha scoperto cinque comete: la cometa periodica 45P/Honda-Mrkos-Pajdušáková e le comete non periodiche C/1946 K1 Pajdusakova-Rotbart-Weber, C/1948 E1 Pajdušáková-Mrkos, C/1951 C1 Pajdusakova e C/1953 X1 Pajdusakova. Inoltre riscoprì la 27P/1956 S1 Crommelin.

## Riconoscimenti
Nel 1947 ha ricevuto la 215° Donohoe Comet Medal .
A lei è stato dedicato l'asteroide 3636 Pajdušáková .